# Double Link
Double Link is een soort cantilever-systeem van Moto Guzzi-motorfietsen met twee schokdempers onder het zadel, die via een hevelsysteem op de achterbrug werden afgesteund. Het werd gebruikt op de Moto Guzzi V 75 Duna in 1986.